# Сольпа (приток Лекмы)

Сольпа — река в России, протекает в Юрьянском и Слободском районах Кировской области. Устье реки находится в 12 км по левому берегу реки Лекма. Длина реки составляет 14 км.
Исток реки в лесу в 22 км к юго-востоку от посёлка Юрья. Генеральное направление течения — восток, русло сильно извилистое. Верховья находятся в Юрьянском районе, прочее течение в Слободском. Вблизи реки стоит деревня Верстаковщина (Шестаковское сельское поселение). Впадает в Лекму у деревни Бочелягино в 5 км к юго-западу от села Лекма. Ширина реки перед устьем около 5 метров.

## Данные водного реестра
По данным государственного водного реестра России относится к Камскому бассейновому округу, водохозяйственный участок реки — Вятка от истока до города Киров, без реки Чепца, речной подбассейн реки — Вятка. Речной бассейн реки — Кама.
По данным геоинформационной системы водохозяйственного районирования территории РФ, подготовленной Федеральным агентством водных ресурсов:
- Код водного объекта в государственном водном реестре — 10010300212111100031938
- Код по гидрологической изученности (ГИ) — 111103193
- Код бассейна — 10.01.03.002
- Номер тома по ГИ — 11
- Выпуск по ГИ — 1